# Nagroda Prezesa Rady Ministrów

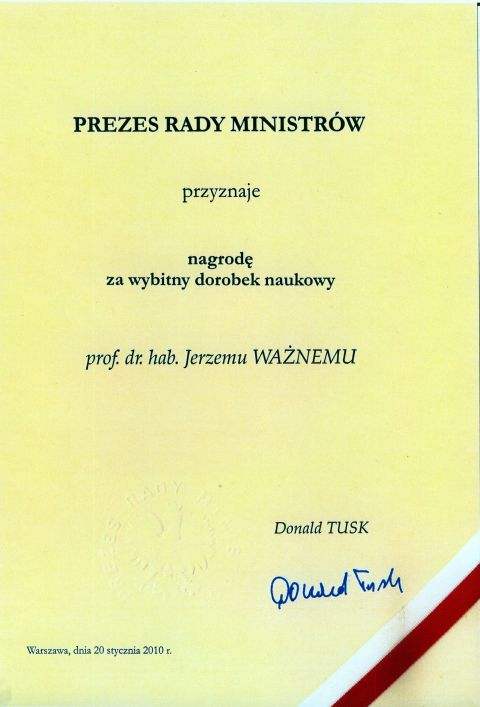
Nagroda prezesa Rady Ministrów za wybitny dorobek naukowy, przyznana Jerzemu Ważnemu przez Donalda Tuska w 2010

Nagroda Prezesa Rady Ministrów – nagroda przyznawana w latach 1994–2018 przez Prezesa Rady Ministrów za:
- wyróżnione rozprawy doktorskie;
- wysoko ocenione osiągnięcia będące podstawą nadania stopnia naukowego doktora habilitowanego lub stopnia doktora habilitowanego sztuki;
- osiągnięcia naukowe lub artystyczne, w tym za wybitny dorobek naukowy lub artystyczny;
- osiągnięcia naukowo-techniczne, których wdrożenie przyniosło wymierne efekty ekonomiczne lub społeczne.

W związku z uchyleniem w 2018 r. Ustawy o stopniach naukowych i tytule naukowym oraz o stopniach i tytule w zakresie sztuki rozporządzenie dotyczące przyznawania nagrody utraciło moc, jednakże Kancelaria Prezesa Rady Ministrów zapowiedziała wydanie nowych regulacji.